# Katalin Szőke

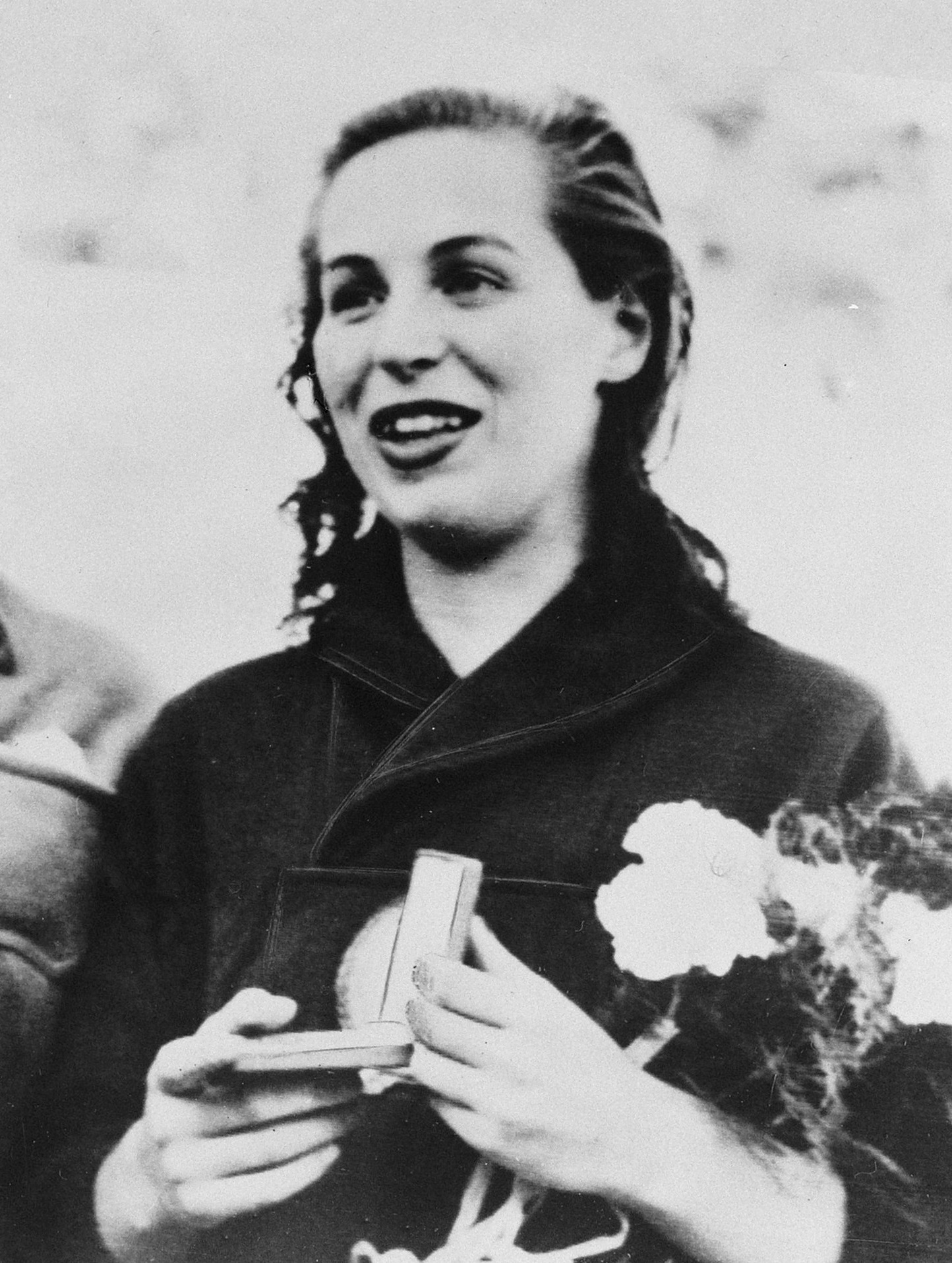
Katalin Szőke, 1952

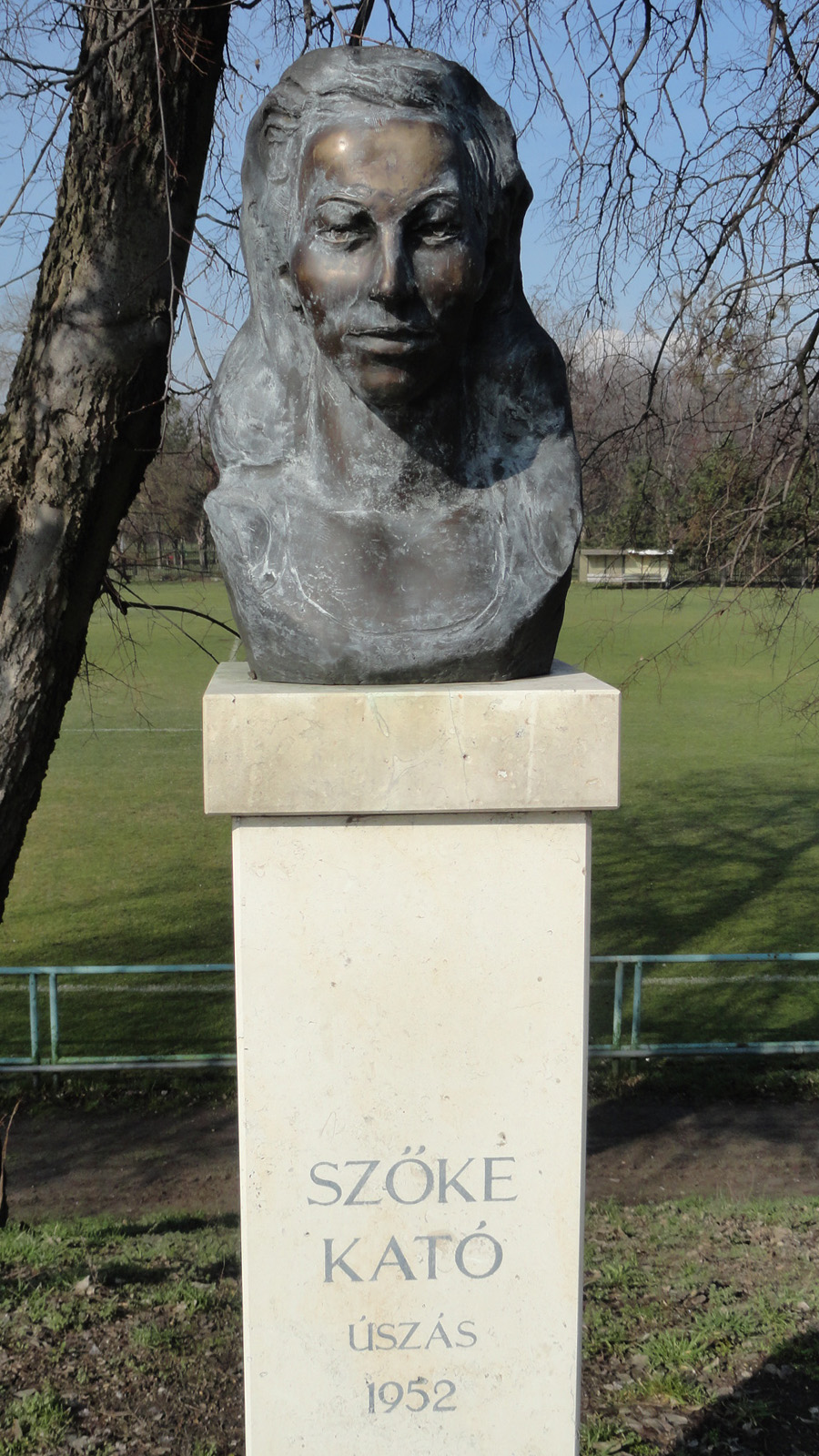
Büste von Katalin Szőke

Katalin Szőke [ˈkɒtɒlin ˈsøːkɛ] (* 17. August 1935 in Budapest; † 27. Oktober 2017 in Los Angeles, Kalifornien) war eine ungarische Schwimmerin. 1952 wurde sie Doppelolympiasiegerin.
Bei den Olympischen Spielen 1952 in Helsinki gewann sie wenige Tage vor ihrem 17. Geburtstag zunächst die 100 m Freistil und war später mit der ungarischen Mannschaft auch bei der 4-mal-100-Meter-Freistilstaffel der Frauen erfolgreich. Bei den Europameisterschaften 1954 konnte sie zudem den Titel über 100 m Freistil gewinnen.
Im Jahr 1985 wurde sie in die Ruhmeshalle des internationalen Schwimmsports aufgenommen.

## Einzelnachweis
1. ↑  Gyász: elhunyt Szőke Kató, Helsinki kétszeres olimpiai bajnoka